# Sommernachts‐Open‐Air

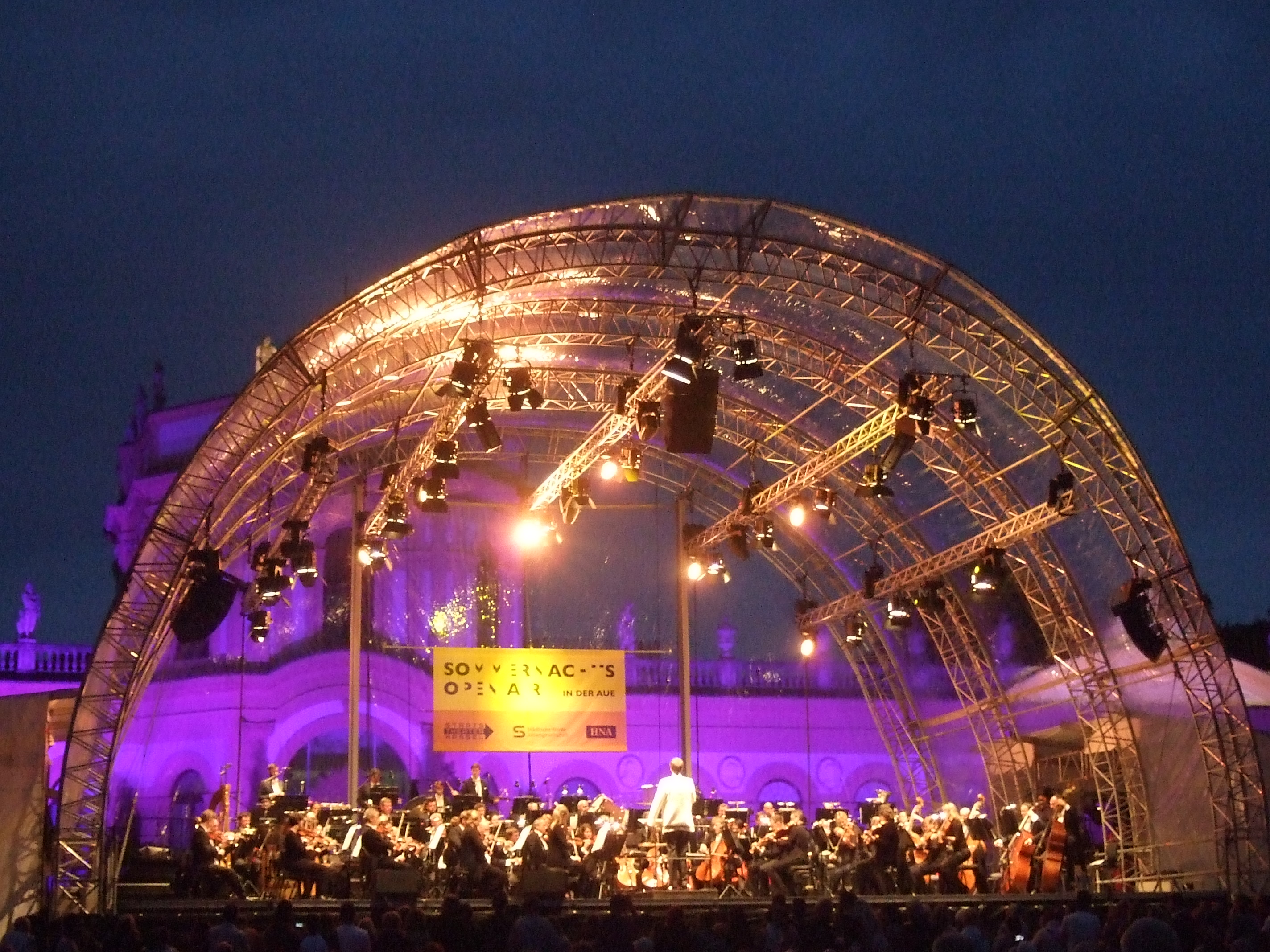
Konzert 2016

Das Sommernachts‐Open‐Air war ein Open-Air-Konzert, das seit 2008 jährlich stattfindet. Das Konzert wurde von der Tageszeitung Hessische/Niedersächsische Allgemeine (HNA) und dem Staatsorchester Kassel des Staatstheaters Kassel in der Kasseler Karlsaue vor der Orangerie ausgerichtet. Das Konzert hatte 2013 bei freiem Eintritt 30.000 Besucher und galt nach dem Nürnberger Klassik-Open-Air als das zweitgrößte Klassik-Ereignis in Deutschland. Das Konzert beginnt um 20 Uhr und wird durch ein großes Feuerwerk beendet. Viele Besucher fanden sich bereits gegen Nachmittag ein und verbinden das Konzert mit einem ausgedehnten Picknick. Das letzte Konzert fand 2019 statt.

## Geschichte

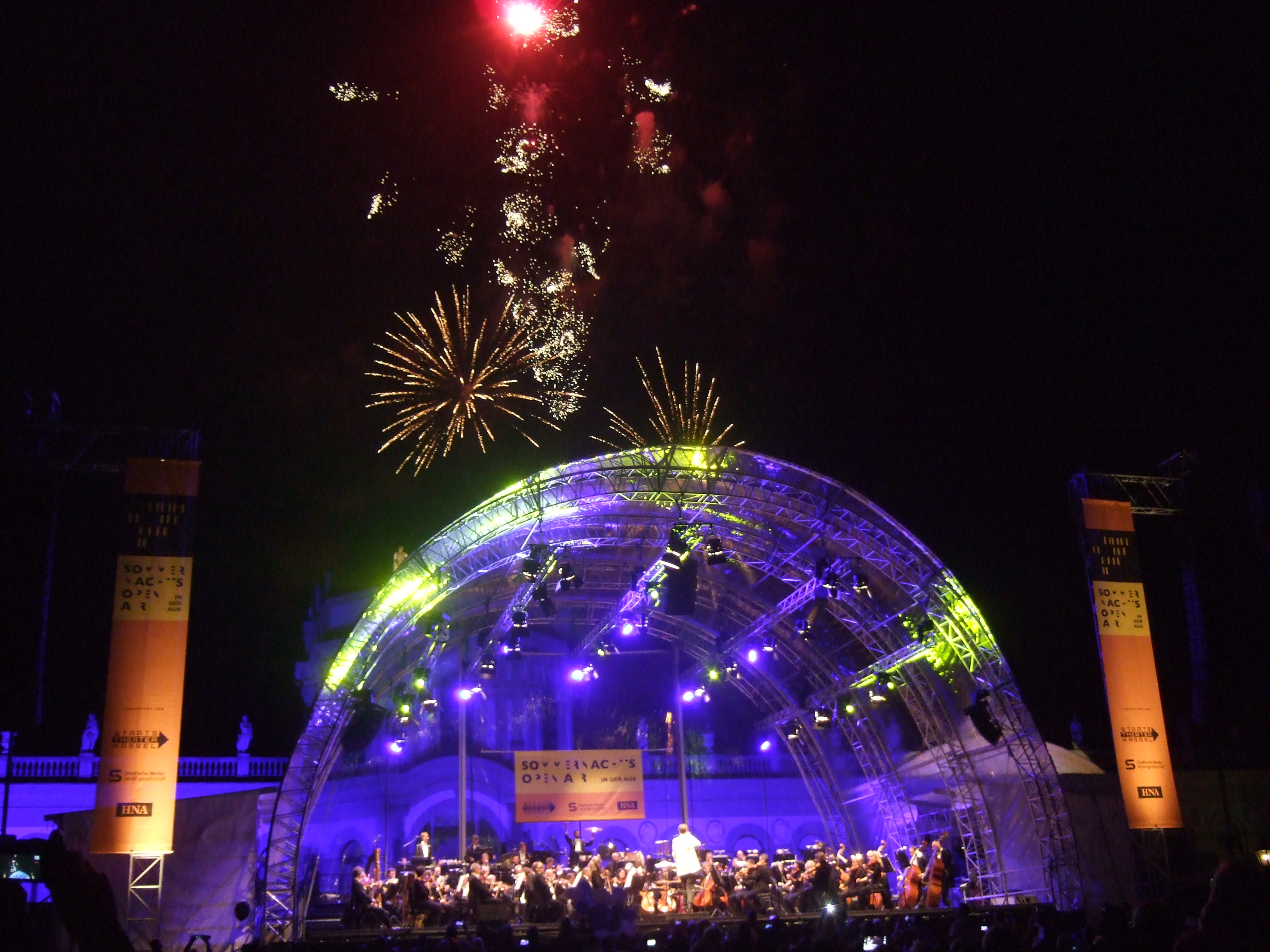
Konzert 2016 mit Abschlussfeuerwerk

Das HNA-Open-Air-Sommerkonzert war eine Idee des ehemaligen Generalmusikdirektors Patrik Ringborg des Staatstheaters Kassel, welche diese Idee aus seiner Heimatstadt Stockholm mitbrachte. Das erste Konzert dieser Reihe fand im Jahr 2008 mit etwa 15.000 Besuchern statt. Aufgrund der Nutzung der Karlsaue durch die dOCUMENTA (13) fand im Jahr 2012 kein Open-Air-Konzert statt. Das für den 19. Juni 2014 geplante Konzert wurde im Juni abgesagt, da die Karlsaue durch das Regenwetter durchweicht war und den Belastungen nicht standhalten würde. Auch das Konzert 2015 wurde abgesagt, diesmal aufgrund der Suche nach Blindgängerbomben aus der Zeit des Zweiten Weltkriegs. Nach zwei Jahren Pause fand am 16. Juli 2016 wieder das Open-Air-Konzert mit einem neuen Besucherrekord von 33.000 statt. Zur Unterstützung des Konzerts wurde erstmals zu Spenden aufgerufen und es kamen schließlich mehr als 15.000 Euro zusammen. 2017 pausierte das Konzert wegen der documenta 14 erneut, da die Karlsaue Teil des Ausstellungsgeländes war. Das letzte Konzert fand 2019 statt und wurde zunächst durch die Corona-Pandemie ausgesetzt aber nachher nicht wieder aufgenommen.